# Il piacere e l'amore (film 1950)
Il piacere e l'amore (La ronde) è un film del 1950, diretto da Max Ophüls tratto dalla commedia Girotondo di Arthur Schnitzler.

## Trama
Vengono presentate dal narratore varie coppie che vivono situazioni amorose più o meno semplici, più o meno complicate, ogni personaggio vive due storie collegate. Un girotondo che non ha fine,
Una ragazza di strada si concede ad un militare. Il militare seduce una cameriera. La cameriera si fa corteggiare da un ragazzo di buona famiglia. Il ragazzo diventa l'amante di una donna sposata. Il marito si concede un'avventura con una sartina. La sartina ispira l'opera di uno scrittore. Lo scrittore ama una famosa attrice. L'attrice però preferisce le attenzioni di un conte. Il conte passa la notte con la stessa ragazza di strada dell'inizio.